# Ribécourt-la-Tour

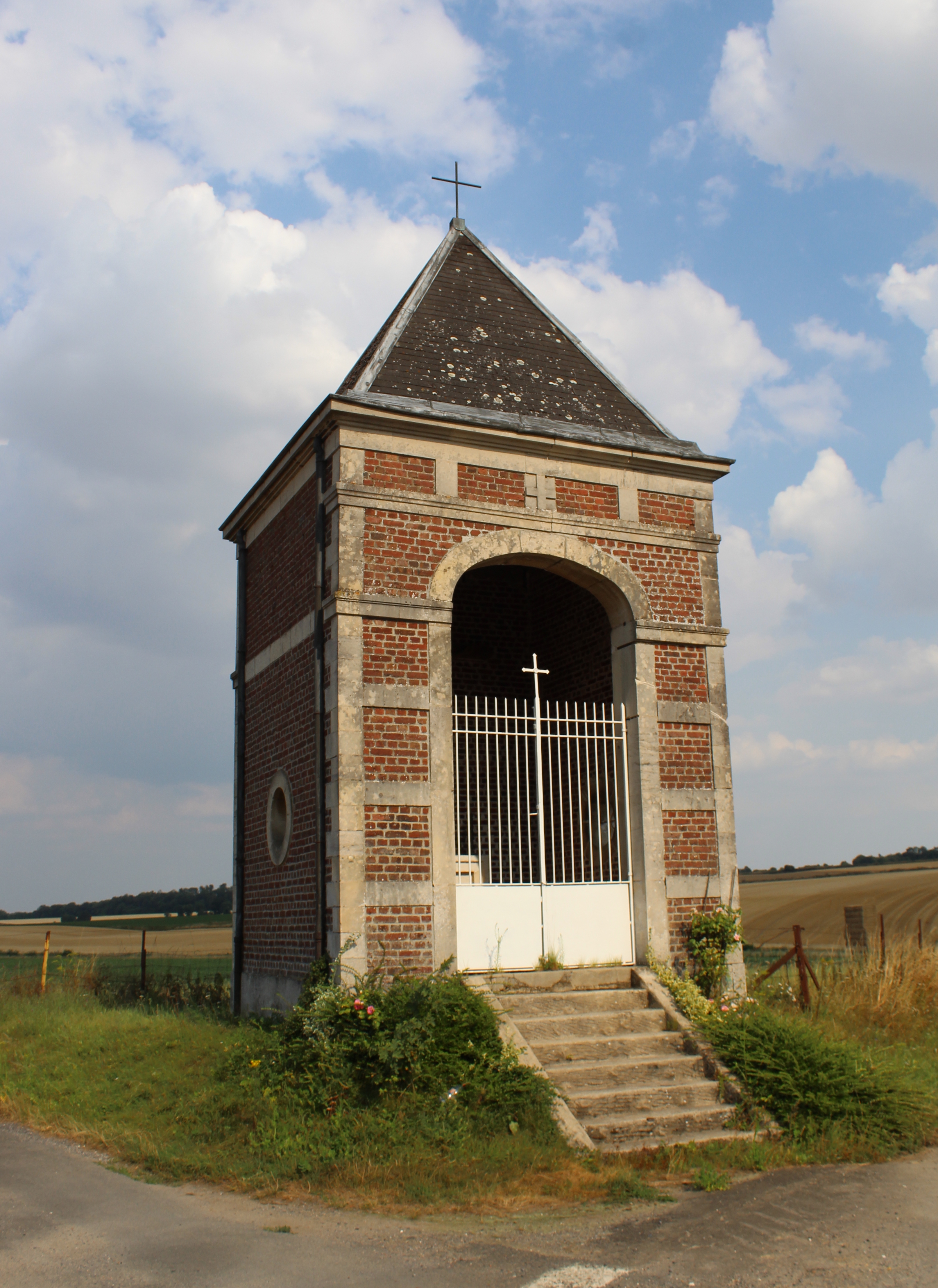

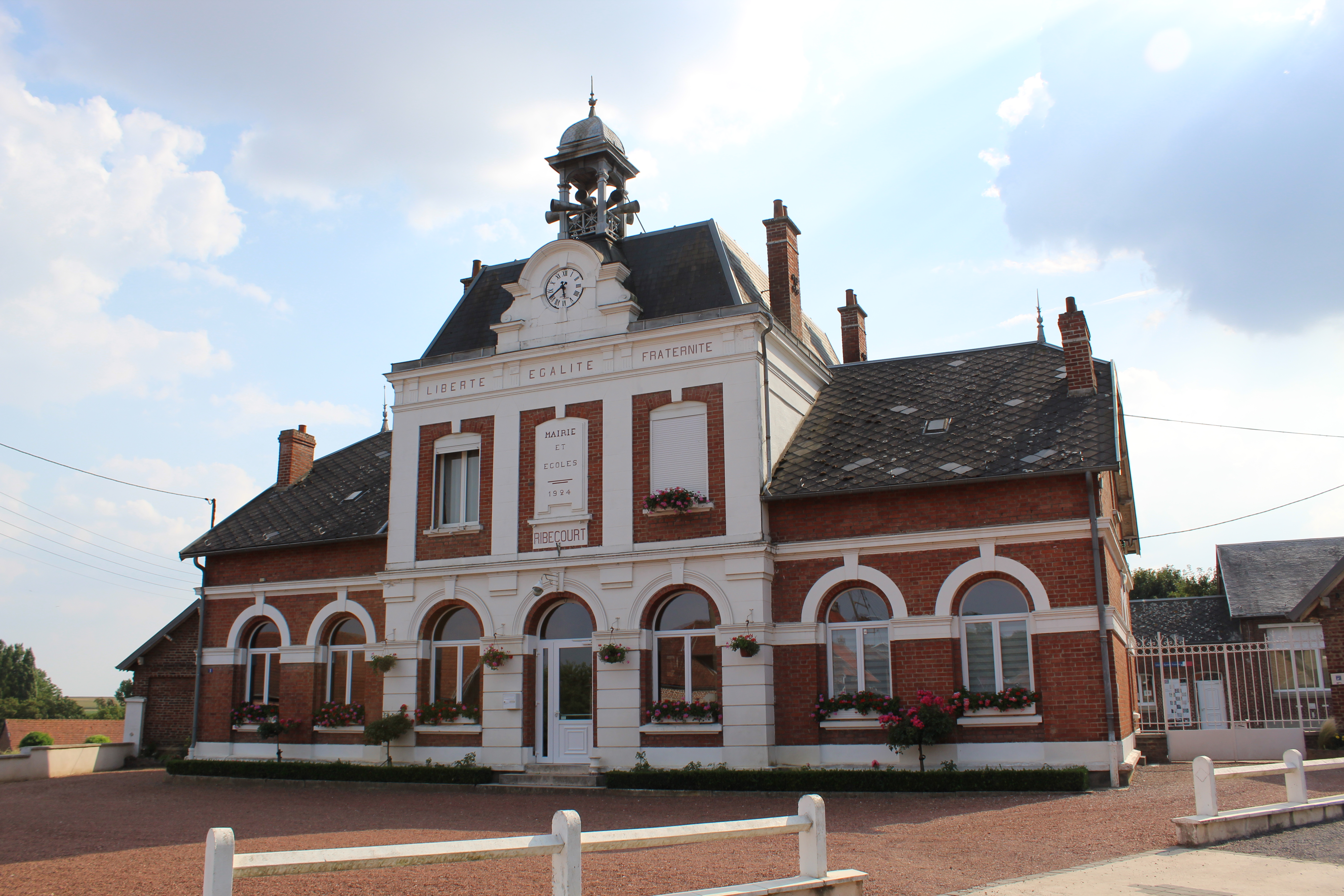
MAIRIE

Ribécourt-la-Tour est une commune française, située dans le département du Nord en région Hauts-de-France.

## Géographie
Ribécourt-la-Tour est située à 11 km au sud-ouest de Cambrai et à 58 km au sud de Lille, la capitale régionale, à vol d'oiseau,.
La commune est traversée par un cours d'eau, le Riot, affluent de l'Eauette qui rejoint l'Escaut sur sa rive gauche dans la commune voisine de Marcoing.

### Communes limitrophes

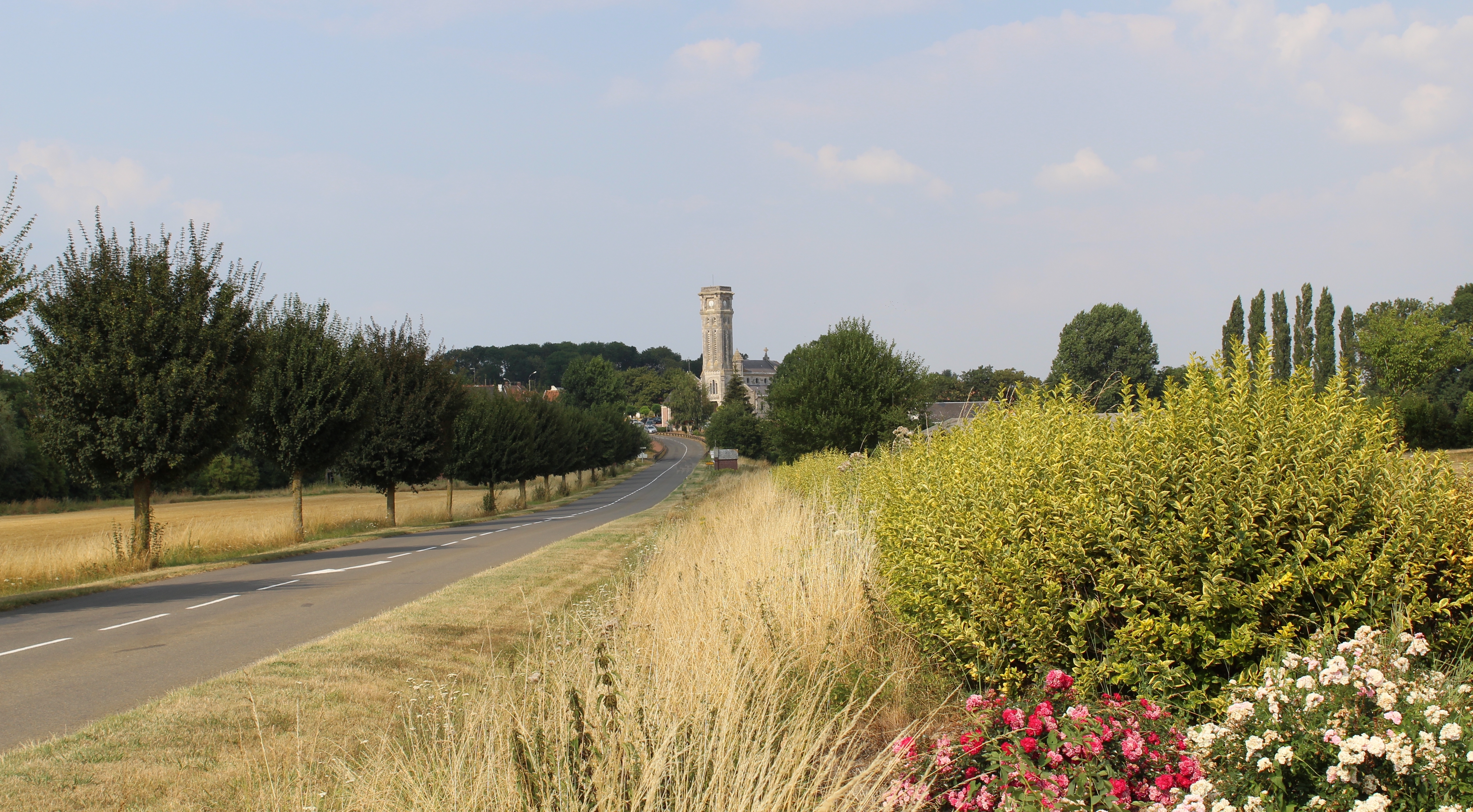
Vue du village depuis la route de Trescault.

| Flesquières | Flesquières       | Marcoing        |
| Havrincourt | Ribécourt-la-Tour | Marcoing        |
| Trescault   | Villers-Plouich   | Villers-Plouich |

### Hydrographie

#### Réseau hydrographique
La commune est située dans le bassin Artois-Picardie. Elle est drainée par le Riot,.

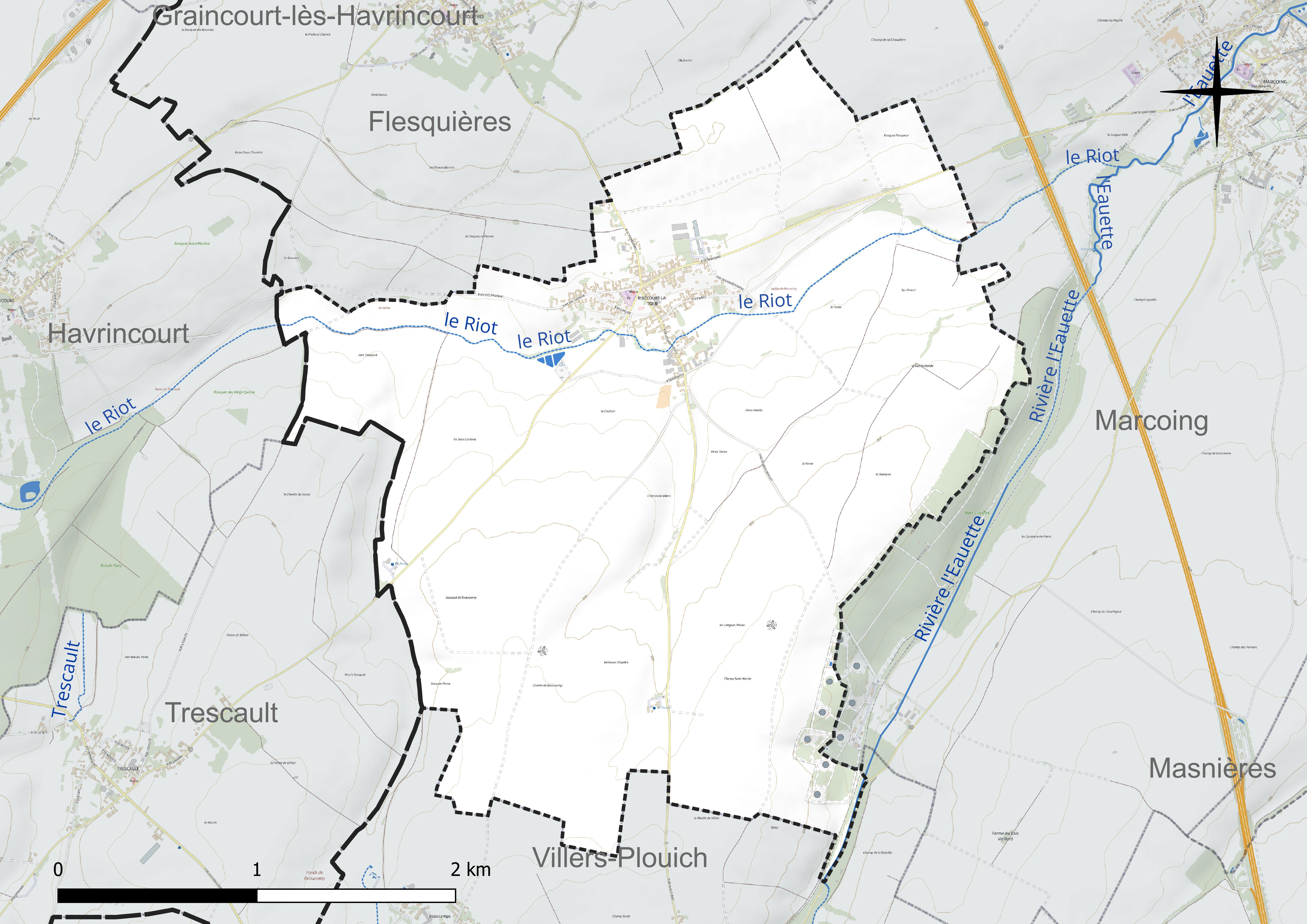
Réseau hydrographique de Ribécourt-la-Tour.

#### Gestion et qualité des eaux
Le territoire communal est couvert par le schéma d'aménagement et de gestion des eaux (SAGE) « Escaut ». Ce document de planification concerne un territoire de 2 005 km2 de superficie, délimité par le bassin versant de l'Escaut. Le périmètre a été arrêté le 9 juin 2006 et le SAGE proprement dit a été approuvé le 13 juillet 2021. La structure porteuse de l'élaboration et de la mise en œuvre est le syndicat mixte Escaut et Affluents (SyMEA). 
La qualité des cours d'eau peut être consultée sur un site dédié géré par les agences de l'eau et l'Agence française pour la biodiversité. 

### Climat
Pour des articles plus généraux, voir Climat des Hauts-de-France et Climat du Nord.
En 2010, le climat de la commune est de type climat océanique dégradé des plaines du Centre et du Nord, selon une étude du CNRS s'appuyant sur une série de données couvrant la période 1971-2000. En 2020, Météo-France publie une typologie des climats de la France métropolitaine dans laquelle la commune est exposée à un climat océanique et est dans la région climatique  Nord-est du bassin Parisien, caractérisée par un ensoleillement médiocre, une pluviométrie moyenne régulièrement répartie au cours de l'année et un hiver froid (3 °C). 
Pour la période 1971-2000, la température annuelle moyenne est de 10,2 °C, avec une amplitude thermique annuelle de 15 °C. Le cumul annuel moyen de précipitations est de 705 mm, avec 12 jours de précipitations en janvier et 8,9 jours en juillet. Pour la période 1991-2020, la température moyenne annuelle observée sur la station météorologique la plus proche, située sur la commune de Douai à 29 km à vol d'oiseau, est de 11,0 °C et le cumul annuel moyen de précipitations est de 729,2 mm,. Pour l'avenir, les paramètres climatiques de la commune estimés pour 2050 selon différents scénarios d'émission de gaz à effet de serre sont consultables sur un site dédié publié par Météo-France en novembre 2022.

## Urbanisme

### Typologie
Au 1er janvier 2024, Ribécourt-la-Tour est catégorisée commune rurale à habitat dispersé, selon la nouvelle grille communale de densité à sept niveaux définie par l'Insee en 2022.
Elle est située hors unité urbaine. Par ailleurs la commune fait partie de l'aire d'attraction de Cambrai, dont elle est une commune de la couronne,. Cette aire, qui regroupe 64 communes, est catégorisée dans les aires de 50 000 à moins de 200 000 habitants,.

### Occupation des sols
L'occupation des sols de la commune, telle qu'elle ressort de la base de données européenne d'occupation biophysique des sols Corine Land Cover (CLC), est marquée par l'importance des territoires agricoles (92,9 % en 2018), une proportion sensiblement équivalente à celle de 1990 (93,7 %). La répartition détaillée en 2018 est la suivante : 
terres arables (92,9 %), zones urbanisées (4,9 %), forêts (2,1 %). L'évolution de l'occupation des sols de la commune et de ses infrastructures peut être observée sur les différentes représentations cartographiques du territoire : la carte de Cassini (XVIIIe siècle), la carte d'état-major (1820-1866) et les cartes ou photos aériennes de l'IGN pour la période actuelle (1950 à aujourd'hui).

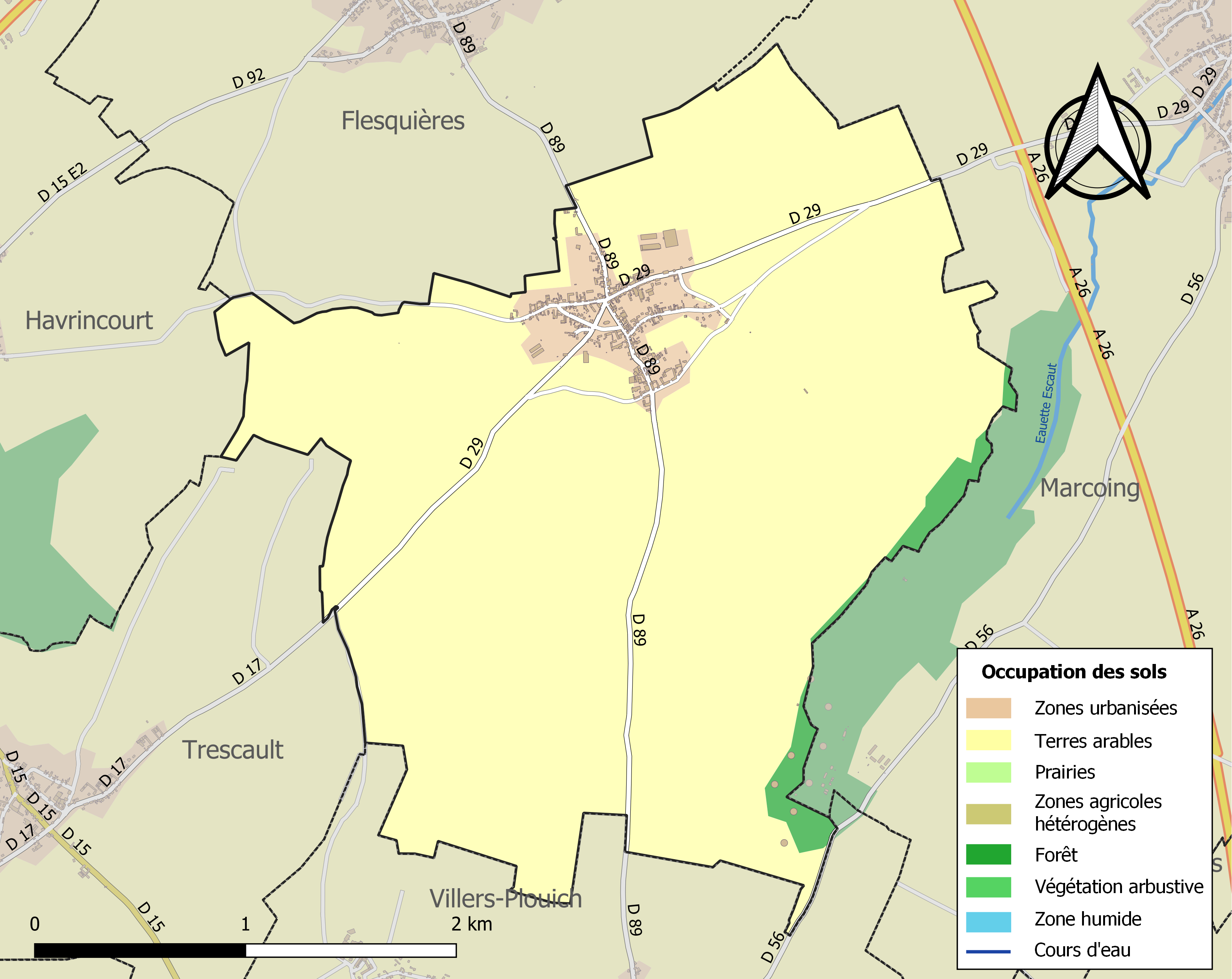
Carte des infrastructures et de l'occupation des sols de la commune en 2018 (CLC).

### Voies de communication et transports
La commune est desservie par le réseau de transports urbains de la Communauté d'agglomération de Cambrai appelé TUC (Transports Urbains du Cambrésis), par la ligne 14,. La ligne S120 permet de rejoindre le collège de secteur à Gouzeaucourt.

## Toponymie
Resbercurth (1144), Ribercurth (1144), Risbercurt (1148), Ribercurt (1179), in Riberti curte (1180), Ribertcurt (1181), Ribercort (1211).
Le nom semble formé sur un anthroponyme germanique, Hrīsaberht : Hrīsaberhti curtis, la « ferme de Hrīsaberht ».

## Histoire

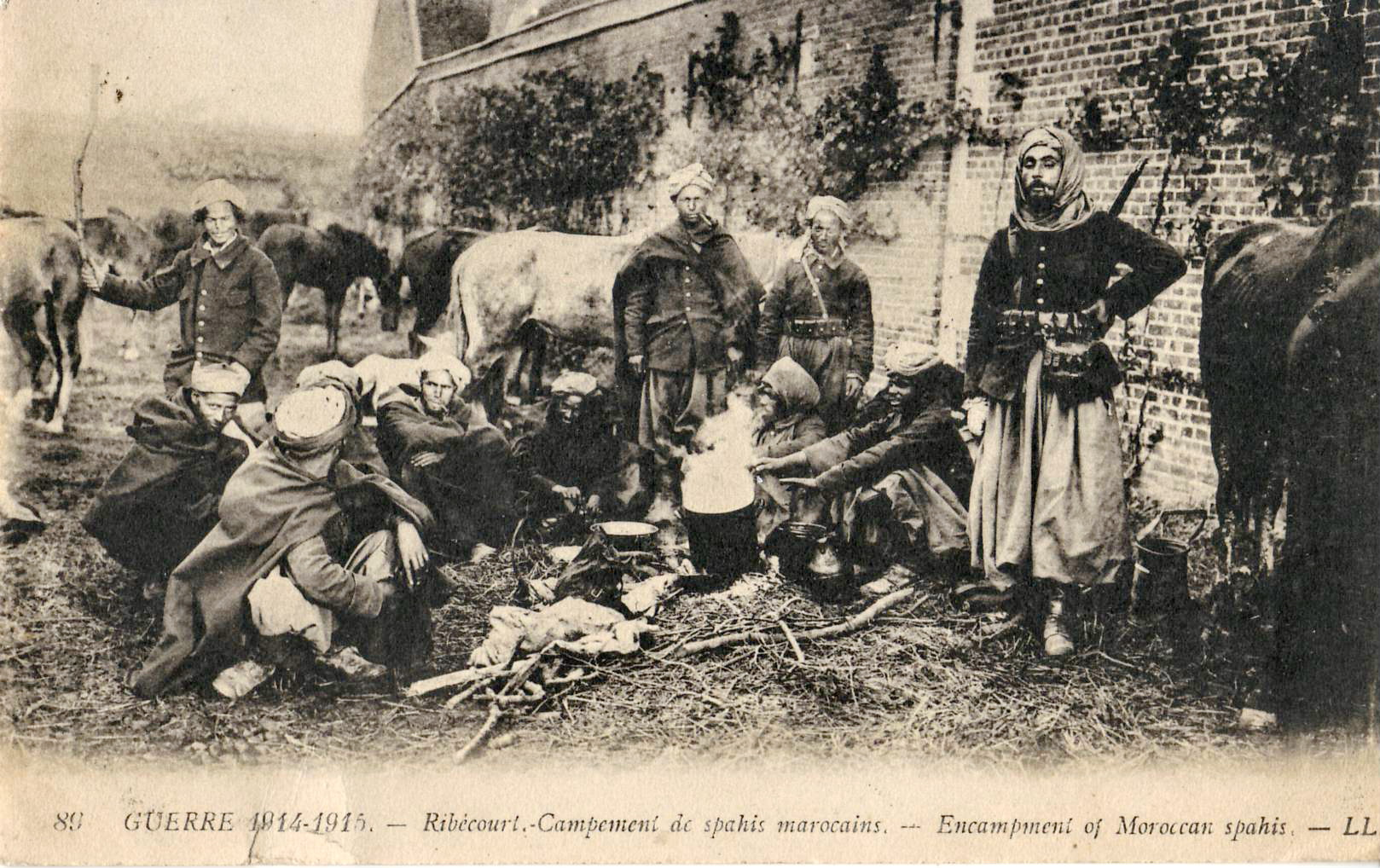
Un campement de spahis à Ribécourt dans l'OIse, au début de la Première Guerre mondiale

- Jusqu'en 1933 la commune se nommait simplement Ribecourt, puis devint Ribecourt-la-Tour

## Héraldique
|  | Les armes de Ribecourt-la-Tour se blasonnent ainsi : "De sinople au lion d'or, armé et lampassé de gueules ". |

## Politique et administration
Maire en 1802-1803 : Jean Pierre Goubet.
Maire en 1807 : Hermant fils.

Maire en 1931 : Leriche, propriétaire, officier de la Légion d'honneur, membre du Conseil général du Nord.
| Période                                  | Période  | Identité           | Étiquette | Qualité                                           |
| ---------------------------------------- | -------- | ------------------ | --------- | ------------------------------------------------- |
| mai 1953                                 | 1991     | Hubert Leriche     | SE        | Démission en cours de mandat pour raison de santé |
| 1991                                     | 1998     | Jean Leriche       | SE        | Décès en cours de mandat                          |
| 1998                                     | 2001     | Xavier Leriche     | SE        |                                                   |
| 2001                                     | 2008     | Denise Leriche     | SE        |                                                   |
| 2008                                     | 2020     | Jean-Pierre Levaux | SE        |                                                   |
| 2020                                     | En cours | Christelle Marques | SE        |                                                   |
| Les données manquantes sont à compléter. |          |                    |           |                                                   |

### Politique environnementale
La protection et la mise en valeur de l'environnement font partie des compétences optionnelles de la communauté d'agglomération de Cambrai à laquelle appartient Ribécourt-la-Tour.

## Population et société

### Démographie

#### Évolution démographique
L'évolution du nombre d'habitants est connue à travers les recensements de la population effectués dans la commune depuis 1793. Pour les communes de moins de 10 000 habitants, une enquête de recensement portant sur toute la population est réalisée tous les cinq ans, les populations de référence des années intermédiaires étant quant à elles estimées par interpolation ou extrapolation. Pour la commune, le premier recensement exhaustif entrant dans le cadre du nouveau dispositif a été réalisé en 2007.

En 2022, la commune comptait 378 habitants, en évolution de +0,8 % par rapport à 2016 (Nord : +0,51 %, France hors Mayotte : +2,11 %).
| 1793 | 1800 | 1806 | 1821 | 1831 | 1836 | 1841 | 1846 | 1851 |
| ---- | ---- | ---- | ---- | ---- | ---- | ---- | ---- | ---- |
| 535  | 564  | 558  | 645  | 702  | 714  | 700  | 720  | 673  |

| 1856 | 1861 | 1866 | 1872 | 1876 | 1881 | 1886 | 1891 | 1896 |
| ---- | ---- | ---- | ---- | ---- | ---- | ---- | ---- | ---- |
| 691  | 682  | 688  | 650  | 682  | 647  | 666  | 658  | 664  |

| 1901 | 1906 | 1911 | 1921 | 1926 | 1931 | 1936 | 1946 | 1954 |
| ---- | ---- | ---- | ---- | ---- | ---- | ---- | ---- | ---- |
| 635  | 640  | 606  | 522  | 521  | 510  | 506  | 478  | 474  |

| 1962 | 1968 | 1975 | 1982 | 1990 | 1999 | 2006 | 2007 | 2012 |
| ---- | ---- | ---- | ---- | ---- | ---- | ---- | ---- | ---- |
| 482  | 449  | 404  | 410  | 415  | 404  | 378  | 374  | 372  |

| 2017 | 2022 | - | - | - | - | - | - | - |
| ---- | ---- | - | - | - | - | - | - | - |
| 373  | 378  | - | - | - | - | - | - | - |

#### Pyramide des âges
La population de la commune est relativement jeune.
En 2018, le taux de personnes d'un âge inférieur à 30 ans s'élève à 33,8 %, soit en dessous de la moyenne départementale (39,5 %). À l'inverse, le taux de personnes d'âge supérieur à 60 ans est de 25,2 % la même année, alors qu'il est de 22,5 % au niveau départemental.
En 2018, la commune comptait 193 hommes pour 180 femmes, soit un taux de 51,74 % d'hommes, largement supérieur au taux départemental (48,23 %).
Les pyramides des âges de la commune et du département s'établissent comme suit.
| Hommes | Classe d’âge | Femmes |
| ------ | ------------ | ------ |
| 0,0    | 90 ou +      | 0,0    |
| 5,2    | 75-89 ans    | 7,2    |
| 17,6   | 60-74 ans    | 20,6   |
| 23,3   | 45-59 ans    | 22,2   |
| 17,1   | 30-44 ans    | 19,4   |
| 17,6   | 15-29 ans    | 17,2   |
| 19,2   | 0-14 ans     | 13,3   |

| Hommes | Classe d’âge | Femmes |
| ------ | ------------ | ------ |
| 0,5    | 90 ou +      | 1,4    |
| 5,3    | 75-89 ans    | 8,1    |
| 14,8   | 60-74 ans    | 16,2   |
| 19,1   | 45-59 ans    | 18,4   |
| 19,5   | 30-44 ans    | 18,7   |
| 20,7   | 15-29 ans    | 19,1   |
| 20,2   | 0-14 ans     | 18     |

## Économie
La commune vit essentiellement de ses ressources agricoles.
Un marché par semaine, le mercredi.
L'aménagement et la viabilisation de deux terrains communaux a permis l'arrivée de nouveaux habitants, essentiellement des jeunes couples qui travaillent à Cambrai ou Valenciennes. L'école compte désormais trois classes.
En 2014, les ressources agricoles sont toujours très présentes. Quelques commerçants des villes alentour passent une à plusieurs fois dans la semaine.

## Lieux et monuments
- Le cimetière militaire britannique Ribécourt British Cemetery route de Villers-Plouich.
- Le cimetière militaire britannique  Ribécourt Railway Cemetery chemin des Processions.

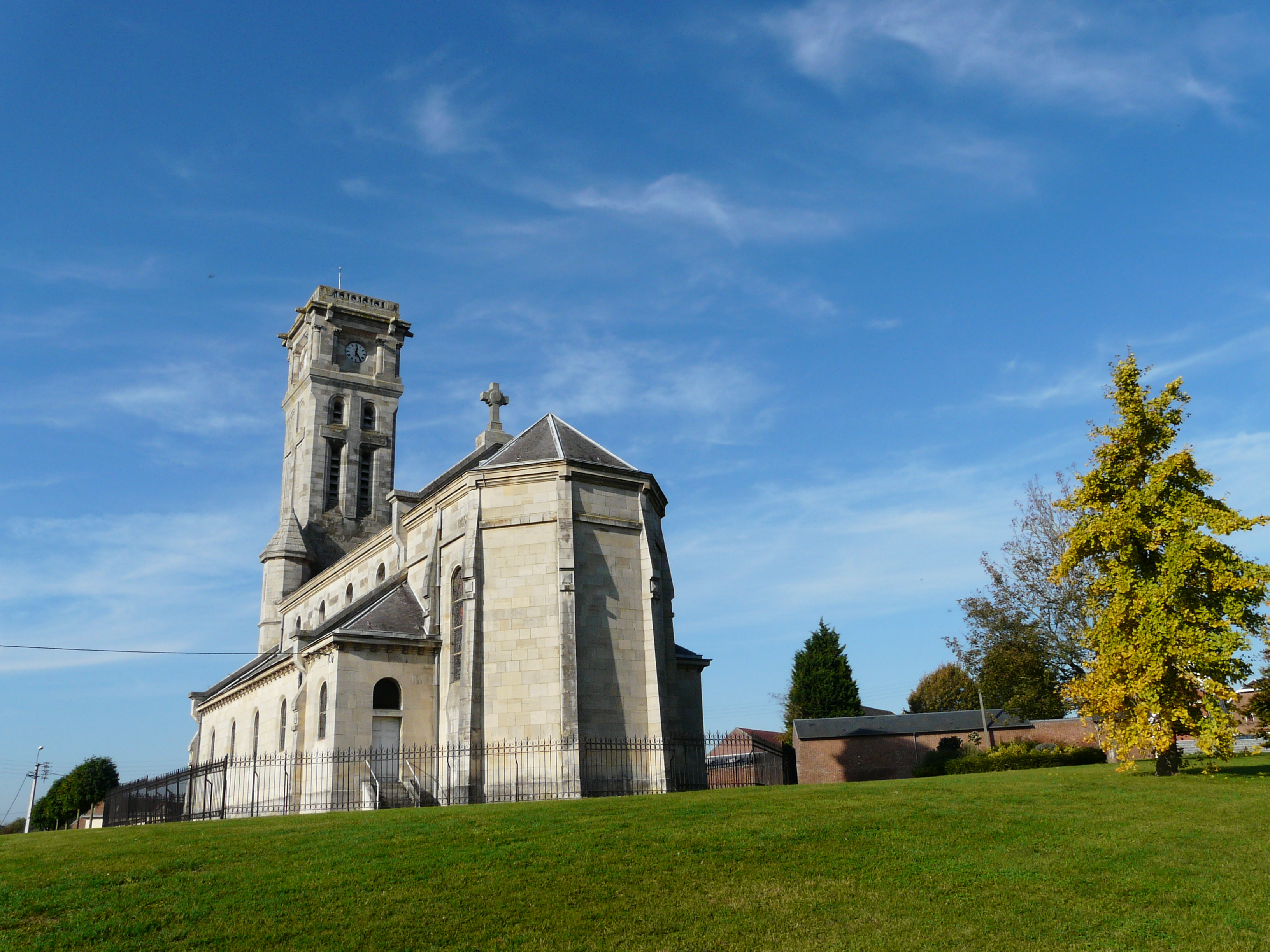
L'église
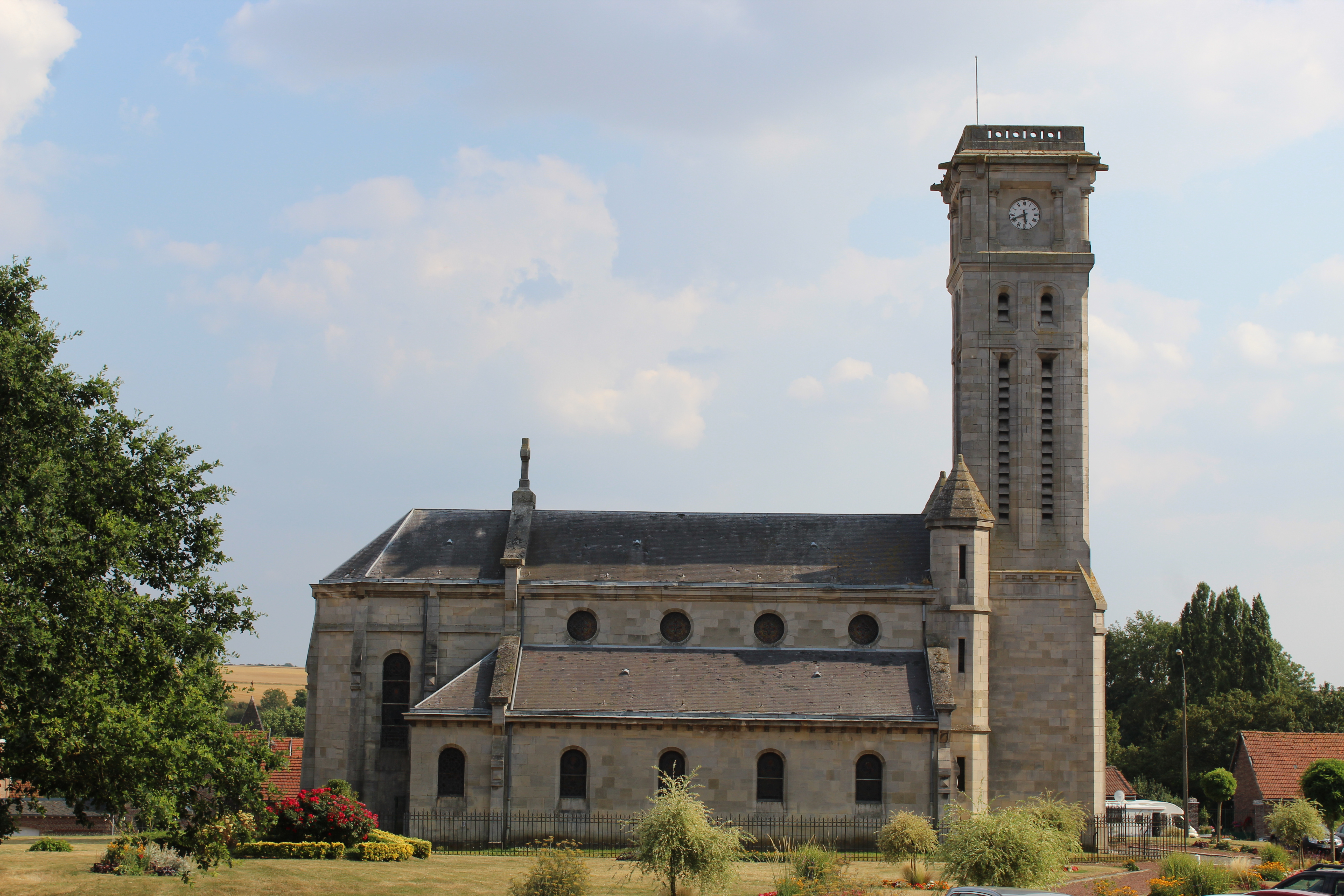
Vue latérale de l'église
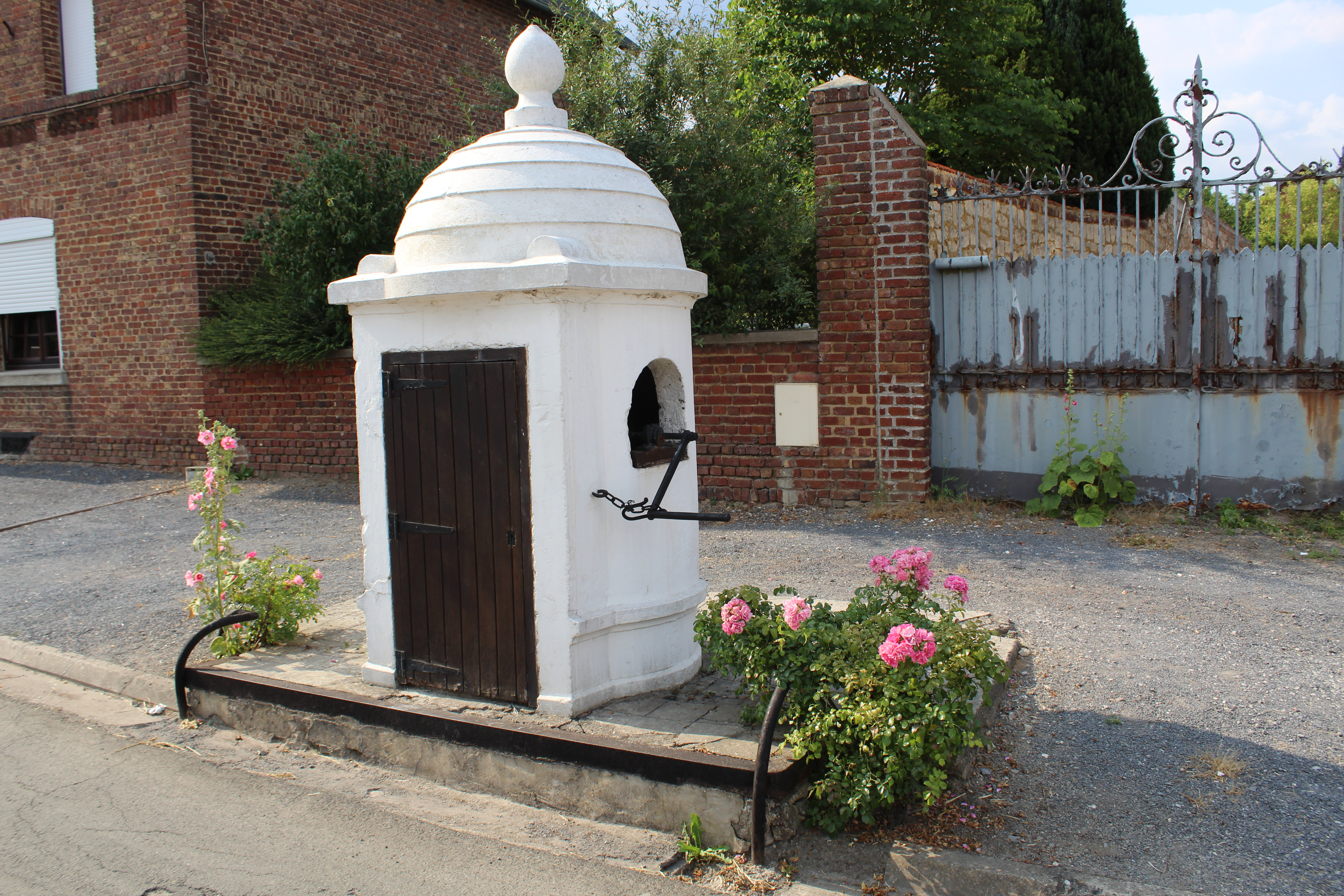
Ancien puits public.
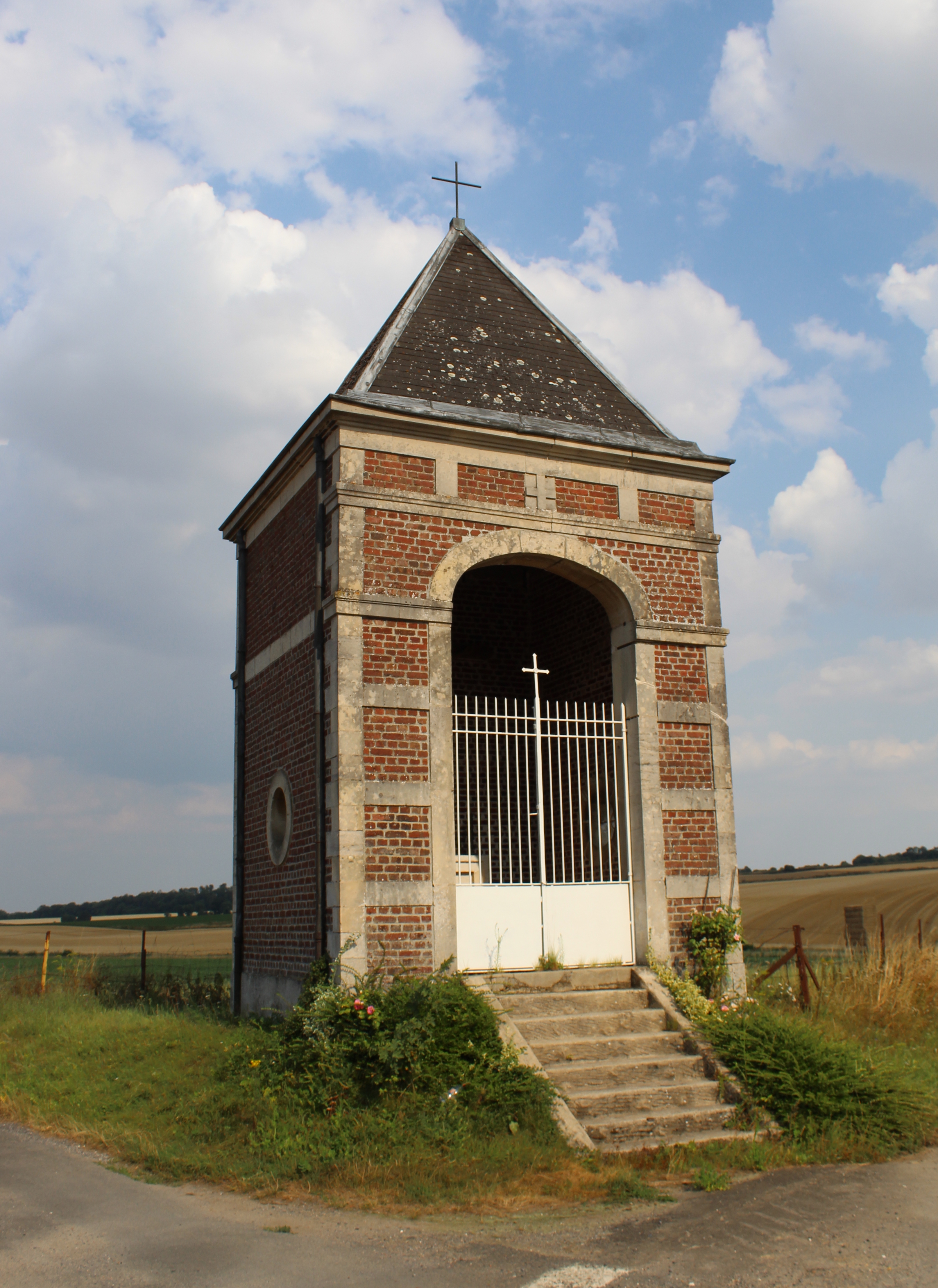
La chapelle.

## Pour approfondir